# Чет Джастремскі
Чет Джастремскі (англ. Chet Jastremski, 12 січня 1941 — 3 травня 2014) — американський плавець.
Призер Олімпійських Ігор 1964 року, учасник 1968 року.
Переможець Панамериканських ігор 1963 року.